# Teniposid
Teniposid (Handelsname: Vumon®, Hersteller: BristolMyersSquibb) ist ein Glycosid des Podophyllotoxins. Wegen seiner zellwachstumshemmenden Wirkung wird es als Zytostatikum bei der Behandlung von Tumoren eingesetzt. Gewonnen wird Teniposid halbsynthetisch aus Podophyllotoxin, das aus dem Rhizom des immergrünen Amerikanischen Maiapfels (Podophyllum peltatum) isoliert werden kann. Es unterscheidet sich von dem ebenfalls partialsynthetisch gewonnenen Etoposid nur darin, dass es ein Thenylidenacetal statt eines Ethylidenacetals enthält.
Teniposid ist ein Topoisomerase-Hemmer. Es hemmt die Topoisomerase II und behindert somit die DNA-Replikation in der Zelle während der S-Phase (und auch G2-Phase) des Zellzyklus.